# Platanthera pallida
Platanthera pallida är en orkidéart som beskrevs av Paul Martin Brown. Platanthera pallida ingår i släktet nattvioler, och familjen orkidéer.
Artens utbredningsområde är New York. Inga underarter finns listade i Catalogue of Life.